# La Póveda de Soria
La Póveda de Soria és un municipi de la província de Sòria, a la comunitat autònoma de Castella i Lleó. Està format pels nuclis d'Arroyo del Pinar, Barriomartín, La Poveda de Soria i Puerto de Piquera.